# Grasbaan (geologie)

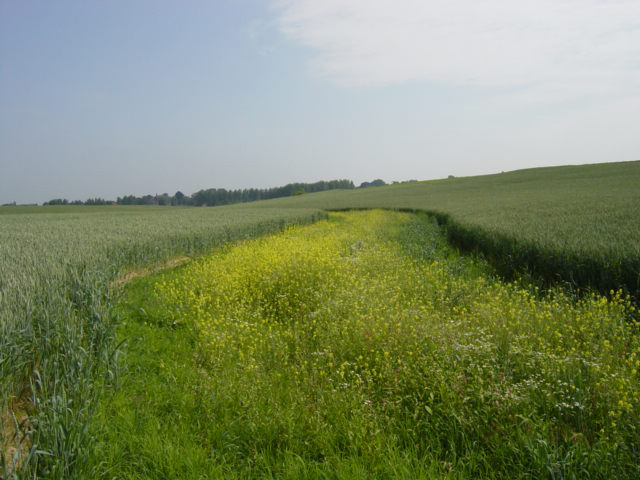
Grasbaan in Velm (België), bij droog weer

Een grasbaan (Engels:grassed waterway, Frans: chenal enherbé) is een met gras begroeide strook land van enkele meters of enkele tientallen meters breed. Een grasbaan wordt doorgaans aangelegd in de talweg van een voor de landbouw gebruikt dal, om erosie tegen te gaan. Uit een acht jaar durende studie in Beieren is gebleken dat grasbanen ook andere voordelen hebben, met name voor de biodiversiteit.

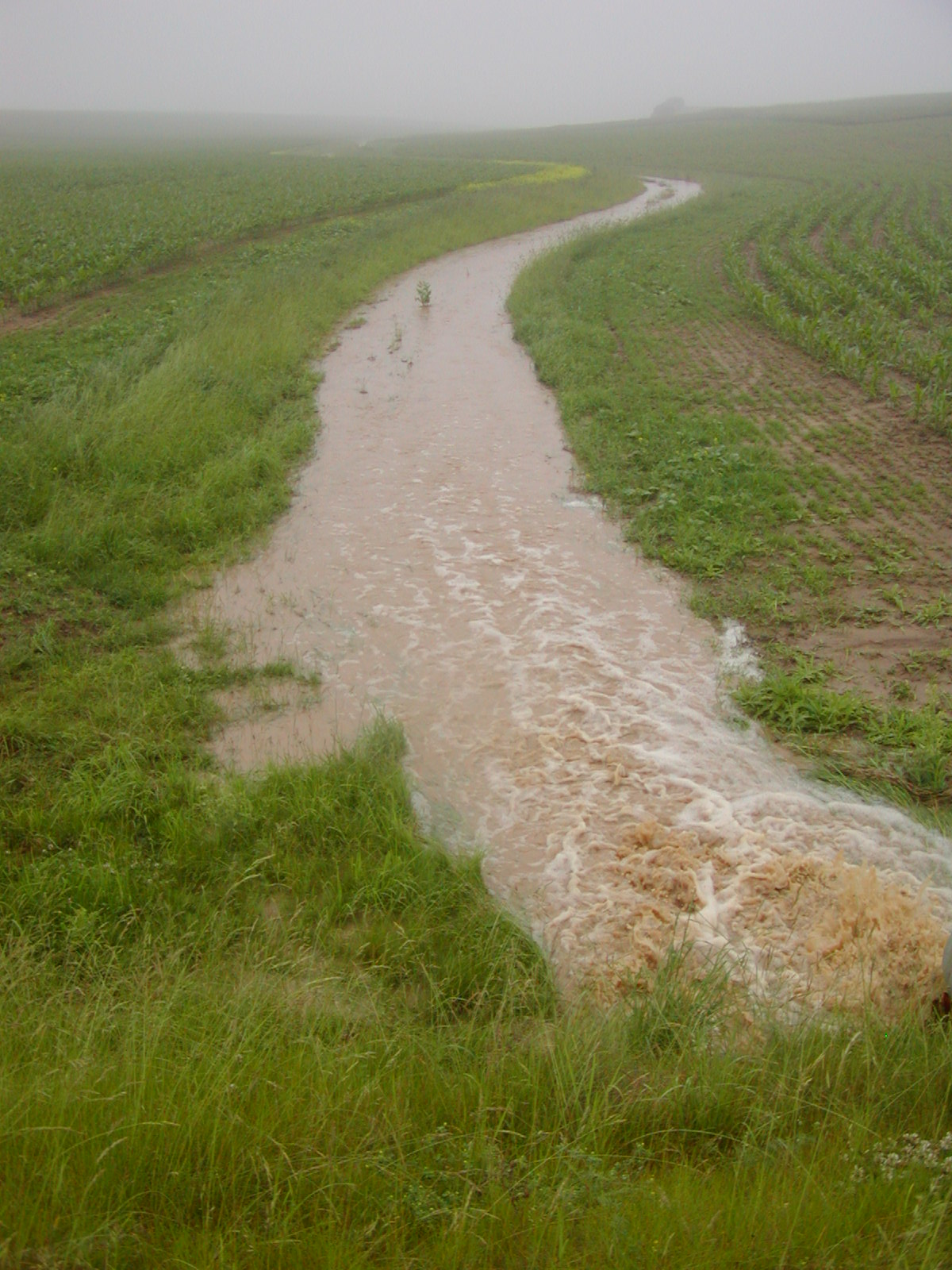
Grasbaan in Velm, België, na een regenbui

Een grasbaan moet niet worden verward met een grasstrook. Deze is in het algemeen veel smaller (enkele meters) en wordt aangelegd langs een waterloop of langs de rand van een landbouwperceel. 

## Andere betekenis
Een grasbaan kan ook de betekenis hebben van een met gras begroeide baan die wordt gebruikt voor grasbaanraces, paardensport, tennis of atletiek.